# Liste des titres musicaux numéro un aux États-Unis en 1974
Voici la liste les titres musicaux ayant eu le plus de succès au cours de l'année 1974 aux États-Unis d'après le magazine Billboard.

## Historique
| Date         | Artiste(s)                        | Titre                                    | Référence |
| ------------ | --------------------------------- | ---------------------------------------- | --------- |
| 5 janvier    | Jim Croce                         | Time in a Bottle                         |           |
| 12 janvier   | Steve Miller Band                 | The Joker                                |           |
| 19 janvier   | Al Wilson                         | Show and Tell                            |           |
| 26 janvier   | Ringo Starr                       | You're Sixteen                           |           |
| 2 février    | Barbra Streisand                  | The Way We Were                          |           |
| 9 février    | The Love Unlimited Orchestra (en) | Love's Theme (en)                        |           |
| 16 février   | Barbra Streisand                  | The Way We Were                          |           |
| 23 février   | Barbra Streisand                  | The Way We Were                          |           |
| 2 mars       | Terry Jacks                       | Seasons in the Sun                       |           |
| 9 mars       | Terry Jacks                       | Seasons in the Sun                       |           |
| 16 mars      | Terry Jacks                       | Seasons in the Sun                       |           |
| 23 mars      | Cher                              | Dark Lady                                |           |
| 30 mars      | John Denver                       | Sunshine on my Shoulder's                |           |
| 6 avril      | Blue Swede                        | Hooked on a Feeling                      |           |
| 13 avril     | Elton John                        | Bennie and the Jets                      |           |
| 20 avril     | MFSB et The Three Degrees         | TSOP (The Sound of Philadelphia)         |           |
| 27 avril     | MFSB et The Three Degrees         | TSOP (The Sound of Philadelphia)         |           |
| 4 mai        | Grand Funk Railroad               | The Loco-Motion                          |           |
| 11 mai       | Grand Funk Railroad               | The Loco-Motion                          |           |
| 18 mai       | Ray Stevens                       | The Streak                               |           |
| 25 mai       | Ray Stevens                       | The Streak                               |           |
| 1er juin     | Ray Stevens                       | The Streak                               |           |
| 8 juin       | Wings                             | Band on the Run                          |           |
| 15 juin      | Bo Donaldson and The Heywoods     | Billy Don't Be a Hero                    |           |
| 22 juin      | Bo Donaldson and The Heywoods     | Billy Don't Be a Hero                    |           |
| 29 juin      | Gordon Lightfoot                  | Sundown                                  |           |
| 6 juillet    | The Hues Corporation              | Rock the Boat                            |           |
| 13 juillet   | George McCrae                     | Rock Your Baby                           |           |
| 20 juillet   | George McCrae                     | Rock Your Baby                           |           |
| 27 juillet   | John Denver                       | Annie's Song (en)                        |           |
| 3 août       | John Denver                       | Annie's Song (en)                        |           |
| 10 août      | Roberta Flack                     | Feel Like Makin' Love                    |           |
| 17 août      | Paper Lace                        | The Night Chicago Died                   |           |
| 24 août      | Paul Anka et Odia Coates          | (You're) Having My Baby                  |           |
| 31 août      | Paul Anka et Odia Coates          | (You're) Having My Baby                  |           |
| 7 septembre  | Paul Anka et Odia Coates          | (You're) Having My Baby                  |           |
| 14 septembre | Eric Clapton                      | I Shot the Sheriff                       |           |
| 21 septembre | Barry White                       | Can't Get Enough of Your Love, Babe (en) |           |
| 28 septembre | Andy Kim                          | Rock Me Gently                           |           |
| 5 octobre    | Olivia Newton-John                | I Honestly Love You                      |           |
| 12 octobre   | Olivia Newton-John                | I Honestly Love You                      |           |
| 19 octobre   | Billy Preston                     | Nothing From Nothing                     |           |
| 26 octobre   | Dionne Warwick et The Spinners    | Then Came You                            |           |
| 2 novembre   | Stevie Wonder                     | You Haven't Done Nothin'                 |           |
| 9 novembre   | Bachman-Turner Overdrive          | You Ain't Seen Nothin' Yet               |           |
| 16 novembre  | John Lennon                       | Whatever Gets You Thru the Night         |           |
| 23 novembre  | Billy Swan                        | I Can Help (en)                          |           |
| 30 novembre  | Billy Swan                        | I Can Help (en)                          |           |
| 7 décembre   | Carl Douglas                      | Kung Fu Fighting                         |           |
| 14 décembre  | Carl Douglas                      | Kung Fu Fighting                         |           |
| 21 décembre  | Harry Chapin                      | Cat's in the Cradle                      |           |
| 28 décembre  | Helen Reddy                       | Angie Baby                               |           |